# 180

## Nașteri
- dată necunoscută: Papa Corneliu  (d. 253)
- dată necunoscută: Diogene Laerțiu biograf roman din secolul al III-lea al filosofilor greci (d. 240)
- dată necunoscută: Sfânta Cecilia patroana muzicienilor (d. 230)

## Decese
- 17 martie: Marcus Aurelius, împărat roman (n. 121)